# Jean Tribot-Laspière
Jean Tribot-Laspière (* 21. Juni 1882 in Limoges; † 10. Mai 1963 in Paris) war ein französischer Elektrotechniker.
Nach seinem und Frederic Attwoods (USA) Konzept wurde im Zeitraum vom 21. bis zum 26. November 1921 in Paris die C.I.G.R.E. gegründet, deren Vizepräsident er wurde.

## Schriften
- La Conférence internationale des grands réseaux électriques = C.I.G.R.E. In: International associations, ISSN 0020-6059, Bd. 10 (1958), 12, S. 897–899
- Comment s'est fait l'aménagement des chutes d'eau en France; Paris; Publ. du journal "le Génie civil", 1918
- L'Industrie de l'acier en France; Paris: Vuibert, 1916
- Construction et exploitation des grands réseaux de transport d'énergie électrique à très haute tension
- La locomotive moderne
- Le titane en métallurgie